# Los Santos
Los Santos là một khu tự quản thuộc tỉnh Santander, Colombia. Thủ phủ của khu tự quản Los Santos đóng tại Los Santos Khu tự quản Los Santos có diện tích 302 ki lô mét vuông. Đến thời điểm ngày 28 tháng 5 năm 2005, khu tự quản Los Santos có dân số 7714 người.